# Meter i sekundet (roman)
 For alternative betydninger, se Meter i sekundet. (Se også artikler, som begynder med Meter i sekundet)
Meter i sekundet er en roman af Stine Pilgaard der blev udgivet i 2020.
Handlingen udspiller sig i Vestjylland, i Velling og omkring, og er inspireret af hendes eget liv efter hun flyttede til landsbyen.
Romanen blev godt modtaget og filmatiseret af Hella Joof.
Spillefilmen premierede i 2023 under samme navn.
Pilgaard vandt flere priser for romanen, som er oversat til flere sprog.
I ganske korte kapitler beskriver romanen en række episoder omkring en navnløs kvinde. Disse kapitler er flettet sammen med sangtekster og opfundne læserbreve.
Gennemgående i romanens episoder er kvindens forsøg på at få kørekort gennem en længere række køretimer med egnens kørelærere, interaktionen med hotelejeren "Krisser", tv-personligheden Anders Agger, dagplejemoren Maj-Britt, højskoleforstanderen og en række andre personer.
Meter i sekundet udkom den 15. maj. 2020 var den første bog udgivet af det nyoprettede forlag Gutkind.
Den var dedikeret "Til minde om Maja Trappaud Ahlgren Westman".
De ni sange i romanen udkom den 5. oktober 2021 med noder i en separat bog og indlagt CD under titlen "De korte sætningers land" hvor Katrine Muff havde skrevet musikken.
Før denne udgivelse havde fire af romanens sange nået med til udgivelsen af Højskolesangbogens 19. udgave.
Der var tale om de tre årstidssange Januar puster sin rastløse vilje, Forårssang uden håb og Sommersang uden sol samt kærlighedssangen Fortabt er jeg stadig.
Den engelske udgave udkom i 2022 under titlen "The Land of Short Sentences".
Informations Lone Nikolajsen mente at det ved udgivelsen var Pilgaards forløbigt bedste bog, og hun fandt at romanen mere mindede om standupshows med oneliners, situations- og observationskomik end om samtidslitteratur.
Nikolajsen skrev at Pilgaard var "en mester til originale sammenligninger og overrumplende motivskift".